# 소울 이터 (만화)
소울 이터(ソウルイーター, Soul Eater)는 오쿠보 아츠시의 원작 만화 또는 원작 만화의 애니메이션 작품이다. 2008년 4월 방송을 시작하여 2009년 3월 30일에 종영하였다.
대한민국에서는 ㈜류니에서 수입하고 대원방송에 공급하여 애니박스에서 한국어 더빙으로 방영되었으며, 이후 IPTV를 통해 자막 버전이 공개되었다.

## 지명 및 장소
사무전
400년 전 '귀신 소동'으로 인해 생겨난 학교. '장인과 무기의 육성 학교'라는 팻말을 걸고 있으며 주된 목적은 '제 2의 귀신 탄생 방지'이다. 실제로 장인과 무기의 육성 뿐만 아니라 '전 세계의 치안 보호', '마녀와 악인 토벌', '영혼의 관리'등과 같은 일들을 하고 있으며 학교라기 보다는 일종의 '기관'에 가깝다. 사신이 그 관리를 맡고 있으며 교사들은 주로 사무전 출신의 학생들이다. 약 400년간 엄청난 수의 장인과 무기의 수를 배출했으며 학생들 또한 사정에 따라 교사와 마찬가지로 임무에 가담하기도 한다. 원래 사무전은 미국 네바다 주에 위치하고 있으며, 동아시아, 유럽, 남아메리카, 오스트레일리아, 아프리카 지부에 분립된 사무전을 두고 있다. 그 사무전의 지부장은 데스사이즈들이 맡고 있다.
시설은 그야말로 '최고', 무려 샤워실과 탈의실도 있다.
사당
사무전 지하에 위치하는 사당, 원래는 평범한 사당이었지만 귀신의 광기의 파장으로 위험한 장소가 되어버렸다.
귀신 아수라가 봉인당한 곳이며 귀신의 광기의 파장으로 환각이 보인다. 귀신의 봉인을 위한 부적 등이 있다.
서양식 구조인 사무전과 달리 동양식의 구조가 인상적. 현재 귀신이 탈출한 이후로 사실상 무용지물이 되어버린 곳이다.
사무전 도서관
사무전 내부에 위치하는 도서관. 도서관의 관리는 그곳의 사서가 맡고 있다.
도서관에 보관되어있는 책들의 종류는 다양. 위험 서적부터 만화책까지 여러 종류의 책들이 보관되어있다.
장인의 계급에 따라 빌릴 수 있는 책은 제한되어 있다(1계급 장인~3계급장인)
. 1성 장인을 포함한 일반인은 위험 서적을 빌릴 수 없게
되어있다. 다만 사신의 아들인 키드만은 제외.
데스 시티
미국 네바다 주의 사막에 위치하는, 통칭 사신이 수호하는 도시이며 사무전이 위치한 곳
젊은 장인들과 무기들이 많이 살고 있으나 일반인들도 뒤섞여서 사는 듯하다. 데스시티 맨 꼭대기에 사무전이 위치
하고 있다. 미국에 위치한 도시답게 서양식 건물들이 대부분. 하지만 동양식 구조의 집도 존재하는 듯하다.
사신님이 귀신을 봉인하면서 사신님의 영혼이 데스시티와 일체화되었다.

### 기타 지명 및 장소
LOST 섬
대마도사 에이본이 만든 'BREW'와 마녀들의 연구소가 있던 장소. 마녀들의 연구소가 폭파되면서 그 영향으로 엄청난 자기장이 일어나고 만다. 그곳의 자기장의 영향으로 20분 이상 있으면 몸에 이상이 생긴다.
마녀들의 연구소
LOST 섬에 위치했던 연구소. 800년 전, 아라크네의 음모로 폭파당하고 만다. 그 연구소에서 마녀들은 BREW를 포함한 여러 가지 마도구를 개발하였다.
바바 야가의 성
마녀 아라크네의 성이자, 아라크노포비아의 본거지. 남아메리카 아마존 일대에 위치하고 있다.
거미를 모티브로 해서 만든 거대한 성이며 아라크네와 부하들이 살고 있다. 부하들의 기숙사는 물론이고, 마도구 연구실까지 존재하는, 그야말로 사무전과 비교해도 손색이 없는 아지트. 성 내부는 1번~8번까지 되어있는 마도구 '자물쇠'로 보호되고 있으며 성 외부의 경비는 일반인의 눈에는 보이지 않는 레이다로 감시되고 있으며 레이다의 패턴도 항상 바뀔 정도로 삼엄하다. 아라크네는 '여왕 거미의 방'이란 곳에 있다. 현재 사무전에 의해 자물쇠가 파괴되면서 버려진 상태이다. '바바 야가'는 닭발 달린 오두막집에 산다는 동유럽 계열의 마녀 이름이다.
안젤라의 성
사무전 근처에 있는 꼬마 마녀 안젤라의 성. 원래는 안젤라와 보디가드 미후네가 같이 살고 있던 성이었으나
미후네가 안젤라의 보호를 위해 바바 야가의 성으로 가면서 현재는 버려진 상태.
메두사의 성
마녀 메두사의 성. 약간 아랍풍인 디자인이 인상적. 현재로서는 어디에 성이 위치하는 지 알 수 없다. 주로 메두사의 연구와 염탐이 행해지는 장소.
신 마을
동아시아에 위치한 작은 마을. 예전에 별 족으로부터 심한 피해를 입은 적이 있다.

## 설정

### 장인 & 무기
장인
마무기를 다루는 인간들을 지칭하는 말. 무기와 파트너를 맺어 무기를 다루는 역할을 한다. 사무전 출신이며 능력에 따라 1성, 2성, 3성으로 나뉜다.
신체 능력을 담당하고 있기에 육체적 능력은 일반인보다 월등. 심지어는 상급 마녀와 맞먹는 경우도 있다. 사무전 설립 이후에 나타났으며 '영혼 감지 능력'과 '영혼의 파장'을 쓸 수 있는 사람들도 있다. 장인은 주로 인간들이지만 마녀나 동물도 장인이 가능하다.
- 스파르토이

그리스어로 씨를 뿌려서 나온 사람이라 하며, 사신님이 특별히 만든 장인 & 무기 집단.
전부 사무전 학생이며 2성 장인들. 귀신, 마녀토벌을 위해 개설되었다. 포함된 인물로는 '마카&소울', '블랙스타&츠바키', '키드&톰슨 자매', '키리쿠&포트 쌍둥이', '옥스&하바', '킴&재클린'등이다. 원래 사무전은 사복제이나 스파르토이만은 특별히 제복을 입는다.원래는 사무전의 젊은 정예부대여서‘사·꼬·부[사무전 꼬마 부대]’라는 이름이었으나 슈타인이 스파르토이로 개명하였다.
- 1성 장인

장인들의 등급 중에서 가장 낮은 등급. 사무전 학생들의 대부분이 1성 장인에 속한다. 이들은 대부분 무기를 데스사이즈로 만드는 것을 주 목표로 하고 있다. 가장 낮은 등급이지만 사정에 따라 교사와 같이 임무에 투입되기도 한다.
- 2성 장인

1성 장인보다도 높은 등급의 장인. 현재 스파르토이의 전 멤버들이 이에 속한다.
- 3성 장인

장인들 중에서도 최강이라 칭해지는 등급이고 마무기없이 싸울수있다고 한다.
'슈타인', '시드' 등이 3성 장인이며 능력은 1성과 2성에 비하면 막강하다. 이들은 주로 교사를 맡고 있으며 사신님의 임무를 수행하는 역할을 한다.
마무기
인간에서 마무기로 변할 수 있는 사람들을 지칭한다. 낫, 총, 검, 그 외에 여러 가지 형태의 무기들이 있으며 제각기 다른 능력들을 가진다. 한가지 공통점이라면 장인의 영혼의 파장을 강화시킨다는 점. 마무기의 어머니라고 불리는 거미의 마녀 '아라크네'의 실험에서 만들어졌다. 하지만 진정한 마무기의 아버지는 '대마도사 에이본'이다.
데스사이즈
'악인의 영혼 99개와 마녀의 영혼 1개'를 필요로 하는, 말그대로 '사신의 무기'. 데스사이즈가 되면 사신과 파트너를 맺을 수 있으며 다른 무기들과 차원이 다른 파워를 지니게 된다. 현재 대부분의 학생들이 이를 목표로 하고 있으며 데스사이즈가 되면 등급이 4성으로 오른다.

### 마녀 & 마도사
말그대로 '마법을 쓸 수 있는 이들'. 마녀들은 마녀들 중에서 가장 나이가 많고 강한 '대마녀'가 무리를 통솔하고 있으며 그녀의 말은 절대적. 개인적으로 활동하나 정기적으로 '사바스'라는 집회를 열고 있다. 파괴의 본능을 지니고 있으며 파괴와 살인을 주로 일삼으나, 그렇지 않은 자들도 있다. 파괴와 살인을 자행하는 탓에 인간의 영혼을 관리하는 사신과 상당히 오래전부터 대치하고 있는 상태. 각자 동물 모델이 있으며 주문과 마법도 개개인마다 다르다. 마녀들의 영혼은 데스사이즈를 만드는 데 쓰인다.
마도사의 경우에는 현재 '대마도사 에이본', '노아', '를르네 지카르트'외엔 등장하지 않았다.
소울 프로텍트
마녀의 영혼을 감지할 수 있는 사람들이 속속 나타나면서 마녀들이 스스로를 보호하기 위해 만든 보호 마법. 이 마법을 쓰고 있으면 마녀라는 사실을 알 수 없으며 메두사와 같은 강력한 마녀들이 쓰는 상급 마법. '초 영혼감지능력'을 지닌 장인들이 생겨나자 마녀들이 스스로를 보호하기 위해 만들었다.
소울 프로텍트를 건 마녀를 찾아내려면, 귀신화하는 방법밖에 없다.
마력
마법을 쓸 수 있는 능력을 말하며, 마녀들뿐만이 아닌, 사람이나 동물이 가지고 있는 경우도 있다. 그 예가 바로 고양이 '블레어'. 빗자루로 비행을 하거나, 전투를 할 때, 또는 일상생활에서 필요할 때 주로 쓰인다.
마법
매직 컬큘레이션(연산 마법)
서로 분리된 공간 등을 연결하는 데 쓰이는 마법. 마도사인 를르네 지카르트가 이 마법의 이론을 정리하였다.

## 용어
마도구
여러 가지 기능을 포함한, 마법에 의해 만들어진 도구이다. 단순한 통신용부터 전투용 도구까지, 매우 다양한 종류의 마도구가 존재한다. 대부분의 마도구는 대마도사 에이본에 의해 이론이 세워지고 만들어졌다.
에이본의 서
대마도사 에이본이 만든 일종의 '마도서'. '마무기'를 포함한, 여러 가지 종류의 마도구들의 이론이 적혀 있는 책이다. 에이본 그 자체로 칭송되고 있다. 복사본이 한 권 더 존재하며 총 7구역(색욕, 질투, 거만, 탐욕, 식욕, 나태, 분노)으로 구성되어 있으며 가장 깊은 층에 도달한 자들은 모두 미치고 만다. 또한 책에 너무 오래 있으면 영혼을 책에 빼앗겨 서의 일부가 되고 만다. 어째서인지 노아가 이 책을 소지하고 있으며 세상의 모든 것을 수집하는 데 사용되고 있다. 현재 이 책의 일부는 어딘가로 소실된 상태이다.
Lust(색욕)
에이본의 서 제 1장. 이성에 대한 흥미나 욕구 때문에 성별이 바뀐다. 겉모습뿐만 아니라 성격 또한 바뀐다.
BREW
북 알래스카 'LOST 섬'에 있는 마녀들의 연구소에서 만들어진 에이본의 작품. 에이본의 서와 마찬가지로 에이본 그 자체로 칭송받고 있다. 에이본 그 자체로 칭송받는 만큼, 가치또한 상당하다. 마녀들의 연구소가 폭파당할 당시에도 망가지지 않았을뿐더러 '사무전', '아라크노포비아', '메두사 일파'가 눈독 들이고 전투까지 벌일 정도였다. 현재 알려진 기능으로는 '영혼의 파장 증폭'. 그 외의 기능은 아직 알려지지 않았다. 한때는 노아가 소지하고 있었으나 '사무전' 일행에 의해 토벌되어 현재 그의 부하인 '고페르'가 가지고 도주 중.
동력 장치
사하라 사막을 달리는 '폭주 열차'의 동력 장치. 이 동력 장치 덕분에 기관사 없이 100년 전부터 혼자서 달리고 있을 수 있었다. BREW와 마찬가지로 사무전, 아라크노포비아, 메두사 일파가 노리던 물건. 결국 키드에 의해 사무전에 들어오게 된다. 열쇠와 자물쇠 두 개로 구성되어 있었으며 이 역시 에이본의 작품이다.
도덕 조작기
말그대로 사람의 도덕을 조작하는 기구. 에이본의 서 일부에 있던 내용을 아라크노포비아에서 그대로 만든 것이다.
아라크노포비아가 궤멸한 이후, 사무전이 보관하고 있다.
통신기
사무전에서 만든 마도구. 해골 마크가 그려져 있으며 이름 그대로 통신할 때 사용하는 기구이다.
자물쇠
바바 야가 성 내부에 있는 마도구. 내부 보안을 위해 만들어졌다.
귀신
악인의 영혼이 아닌 '인간의 영혼'을 모았을 때 생겨나는, 광기의 파장을 지니는 인물. 엄청난 힘을 지녔으며 마녀든 인간이든, 누구나 귀신이 될 가능성을 가지고 있다. 현재의 귀신은 '아수라'밖에 존재하지 않으며 사신이 비밀로 한 탓에 귀신의 존재와 개념을 아는 사람은 관계자 외엔 별로 없다.

## 단행본
2004년 일본의 스퀘어 에닉스에서 발매하는 월간지 소년 간간에서 첫 연재를 시작.
현재 계속 연재되고 있으며 한국에선 서울문화사에서 계속 발매 중이다.

## 애니메이션
2008년 일본에서 처음 방영되었다.